# Czarny motyl (album)
Czarny motyl – piąty album polskiej grupy Jamal, wydany 24 maja 2019 przez Wydawnictwo Agora. Nominacja do Fryderyka 2020 w kategorii Album Roku Blues.

## Lista utworów
1. Czarny motyl
2. Deszcz
3. Piosenka dla zmarłej
4. Bałagan
5. Miłość ma smak niewidomych
6. Sztos
7. Kochaj i nie pytaj
8. Giwera
9. Król życia
10. Pierwsze słońce, pierwszy deszcz
11. Starość jest w moll
12. Origami
13. I tak zamienię się we łzę
14. Wirus pszczół
15. Black Widow
16. Niedomagała
17. Zdjęcie